# Anthaxia hungarica
Anthaxia hungarica és una espècie de coleòpter polífag de la família dels buprèstids comú a Europa i molt freqüent a Catalunya. És l'espècie europea més gran del gènere Anthaxia, amb 15 mm de longitud.

## Característiques
Aquest buprèstid és de color verd brillant, daurat, blau o violeta; la femella té el front, els costats del pronot i tota la part ventral porpra. Els mascles tenen les antenes més llargues i els fèmurs posteriors dilatats.

## Història natural
Les larves perforen branques i troncs de Quercus (Quercus ilex, Quercus pubescens, Quercus coccifera), actuant normalment com paràsit secundari, és a dir, es desenvolupa en arbres malalts o moribunds, però poden atacar arbres joves provocant la seva mort. Els adults volen a ple sol a la primavera i estiu i s'alimenten de pol·len, sobretot de flors de compostes.

## Distribució
Anthaxia hungarica és pròpia de l'àrea circummediterrània arribant al sud d'Alemanya, Àustria i la República Txeca, Per l'est s'estén fins a Anatòlia, Rússia meridional i l'Iran. És una espècie molt freqüent a Catalunya.